# 加藤大輔
加藤 大輔（かとう だいすけ、1980年7月27日 - ）は、福岡県豊前市出身の元プロ野球選手（投手）。

## 経歴

### プロ入り前
九州国際大学付属高等学校時代に縦変化の変化球を習得しようと練習した際にフォークボールやパームボール、チェンジアップ等はうまくいかなかったが、2本指のナックルボールの握りで投げると鋭い変化をしたため武器にすることにした。当初はナックルのつもりで習得したが、ナックルカーブだと指摘されて自身でも確認したところ回転して落ちており、ナックルカーブの名称を知ると共に認識を改めた。
神奈川大学野球連盟所属の神奈川大学に進学後は1年秋にフレッシュマン（新人）賞、3年秋にベストナイン。4年時の2002年に第1回世界大学野球選手権日本代表に選出され、リーグ通算17勝。同年秋のドラフト会議において自由枠でオリックス・ブルーウェーブに入団。

### オリックス時代
2003年は新人ながら先発投手にリリーフにとフル回転し、43試合に登板した。夏場以降は疲労からか球威が落ち、防御率は5点台に落ちた。

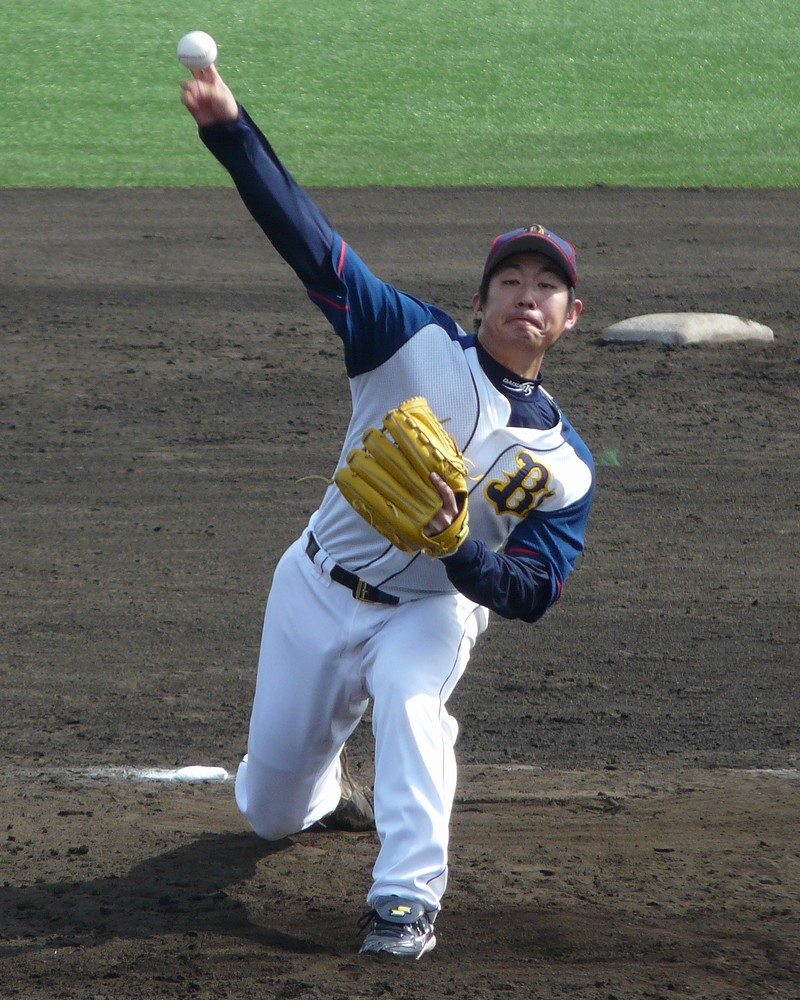
オリックス時代

翌2004年は肘の故障でシーズンのほとんどをリハビリに費やした。シーズン終了後の球団合併に伴う選手分配ドラフトを経てオリックス・バファローズと契約。
2005年は春季キャンプで行われた紅白戦でMVPに選ばれて仰木彬監督が横峯ファミリーと親交があったことから「横峯さくらと1日デート権」が贈られ、全8試合の「宮古島杯」でもMVPに選ばれ宮古牛1頭を獲得した。シーズンに入ると萩原淳、香月良太、歌藤達夫、菊地原毅、大久保勝信らと強力リリーフ陣を形成。左の菊地原、右の加藤というダブルセットアッパー体制で60試合に登板し、チーム内では菊地原に次ぐ2位、リーグ4位の23ホールド、同3位の29ホールドポイント、防御率2.76を記録した。
2006年は前年に引き続きリリーフ陣の中心として活躍。抑えを任されることもあった。チーム最多の61試合に登板してリーグ9位となる19ホールド、防御率3.10を記録したが要所で打ち込まれ6敗を喫し、奪三振数も半減した。もっとも、前年活躍した中継ぎ陣の大半が大きく成績を落とした中で加藤と菊地原はまずまずの成績を残している。
2007年も開幕から主にセットアッパーとして起用されたが、シーズン当初クローザーだったランス・カーターの先発転向に伴い抑えに指名された。4月28日の福岡ソフトバンクホークス戦で松中信彦に決勝本塁打を打たれて敗戦投手になった際に、コリンズ監督は報道陣に「彼はグレートだ」と4回も繰り返し、加藤を信頼していることを強調した。9月5日には長男が誕生し、同日に登板してセーブを挙げた。同年はリーグ3位の63試合に登板してリーグ4位の26セーブ、防御率2.59を記録した。同年オフに開催されたアジア大会兼北京五輪予選には日本代表候補として国内の合宿に参加したが、開催地の台湾へ向かう直前の最終候補には選出されなかった。これについては「折角選出してもらったが最終的に選ばれなかったのはまだまだ自分の実力不足だと言うことでしょう。北京の本選（五輪）では選出されるように2008年の前半シーズンを頑張る」と述べた。
2008年からホームゲームでは加藤がセーブがつく状態でマウンドに上がる際、彼だけの特別映像がスタジアムビジョンに流れるようになった。8月27日には球団新記録となる28セーブを達成。チームトップの63試合に登板して33セーブを挙げ、初タイトルとなる最多セーブ投手を獲得したが、9月上旬まではセーブがつく場面での救援失敗が4度だったが、ターメル・スレッジに逆転サヨナラ打を打たれた9月15日以降は3度の救援失敗し、終盤は抑えでの登板はなく防御率も3.29で前年よりも悪化した。だが、チームは9年ぶりのＡクラスに入るなど自身の貢献度の高いシーズンとなった。シーズン終了後の秋季キャンプでは臨時コーチの野茂英雄からフォークの指導を受けた。
2009年はシーズン当初から精彩を欠く場面が多く、序盤は何とか凌いだが8月になると投球内容が悪化した。8月25日の北海道日本ハムファイターズ戦で3点リードを守れず1/3回5失点と打ち込まれた後は中継ぎに配置転換され、金子千尋が抑えを任された。シーズン成績は48試合に登板して13セーブ、防御率5.23と球団合併後最悪の記録だった。
2010年も中継ぎ・セットアッパーとして起用され、シーズン初頭はまずまずの安定感を見せていたが、5月に入ってから安定感を欠き、5月19日の広島東洋カープ戦で1回2/3イニング3失点と打ち込まれ二軍に降格する。その後最短の10日で一軍に復帰したが、セ・パ交流戦2試合で打ち込まれ6月5日に二軍に降格した。以降一軍での登板はないままシーズンを終えた。20試合で防御率3.91の成績で1勝2ホールドを挙げるに留まった。この年のオフに大久保勝信と本柳和也が退団したことに伴い、オリックス・ブルーウェーブ経験者で、分配ドラフトを経てオリックス・バファローズに在籍し続ける唯一の投手となった。
2011年はプロ入り初の一軍登板無しに終わり、11月14日に戦力外通告を受けた。12球団合同トライアウトに参加し、12月6日に東北楽天ゴールデンイーグルスが獲得を発表した。

### 楽天時代
2012年5月2日の対埼玉西武ライオンズ戦で2番手として登板し、2年ぶりの勝利を挙げた。この年はビハインド時の登板やロングリリーフが主だった。9月18日には登録抹消されたが、全体では35試合に登板し、防御率3.35の成績だった。
2013年にはオリックス時代の故障による特例措置として、シーズン中に初めて国内フリーエージェント（FA）権を取得。チームのパシフィック・リーグ初優勝がかかった9月25日の対西武戦（西武ドーム）で片岡治大にサヨナラ本塁打を打たれるなど、6試合のリリーフ登板で0勝2敗、防御率8.71に終わり、シーズン終了後の11月4日に球団から戦力外通告を受けた。その後、トライアウトにも参加するも獲得球団は現れず、現役を引退した。

### 引退後
引退後はスポーツ用品店に勤めている。

## 選手としての特徴
最速156km/hを記録した速球と鋭く曲がるナックルカーブのコンビネーションが武器。プロ入り後は主に中継ぎ、抑え投手として活躍した。

## 詳細情報

### 年度別投手成績
| 年 度     | 球 団      | 登 板 | 先 発 | 完 投 | 完 封 | 無 四 球 | 勝 利 | 敗 戦 | セ 丨 ブ | ホ 丨 ル ド | 勝 率 | 打 者 | 投 球 回 | 被 安 打 | 被 本 塁 打 | 与 四 球 | 敬 遠 | 与 死 球 | 奪 三 振 | 暴 投 | ボ 丨 ク | 失 点 | 自 責 点 | 防 御 率 | W H I P |
| --------- | ---------- | ----- | ----- | ----- | ----- | -------- | ----- | ----- | -------- | ----------- | ----- | ----- | -------- | -------- | ----------- | -------- | ----- | -------- | -------- | ----- | -------- | ----- | -------- | -------- | ------- |
| 2003      | オリックス | 43    | 3     | 0     | 0     | 0        | 4     | 4     | 9        | --          | .500  | 320   | 69.2     | 79       | 13          | 36       | 2     | 1        | 75       | 2     | 0        | 41    | 40       | 5.17     | 1.65    |
| 2004      | オリックス | 1     | 0     | 0     | 0     | 0        | 0     | 0     | 0        | --          | ----  | 6     | 1.0      | 2        | 0           | 1        | 0     | 0        | 2        | 0     | 0        | 2     | 2        | 18.00    | 3.00    |
| 2005      | オリックス | 60    | 0     | 0     | 0     | 0        | 6     | 3     | 2        | 23          | .667  | 324   | 81.2     | 67       | 8           | 16       | 1     | 3        | 83       | 5     | 0        | 29    | 25       | 2.76     | 1.02    |
| 2006      | オリックス | 61    | 0     | 0     | 0     | 0        | 1     | 6     | 4        | 19          | .143  | 252   | 61.0     | 49       | 2           | 20       | 2     | 3        | 41       | 0     | 0        | 27    | 21       | 3.10     | 1.13    |
| 2007      | オリックス | 63    | 0     | 0     | 0     | 0        | 3     | 4     | 26       | 4           | .429  | 304   | 73.0     | 63       | 3           | 21       | 7     | 2        | 71       | 6     | 0        | 21    | 21       | 2.59     | 1.15    |
| 2008      | オリックス | 63    | 0     | 0     | 0     | 0        | 2     | 5     | 33       | 1           | .286  | 260   | 63.0     | 60       | 6           | 17       | 0     | 3        | 65       | 2     | 0        | 24    | 23       | 3.29     | 1.22    |
| 2009      | オリックス | 48    | 0     | 0     | 0     | 0        | 4     | 4     | 13       | 3           | .500  | 229   | 51.2     | 58       | 5           | 15       | 2     | 3        | 53       | 4     | 0        | 35    | 30       | 5.23     | 1.41    |
| 2010      | オリックス | 20    | 0     | 0     | 0     | 0        | 1     | 0     | 0        | 2           | 1.000 | 103   | 25.1     | 17       | 3           | 11       | 0     | 2        | 15       | 0     | 0        | 14    | 11       | 3.91     | 1.11    |
| 2012      | 楽天       | 35    | 0     | 0     | 0     | 0        | 1     | 0     | 0        | 2           | 1.000 | 235   | 53.2     | 50       | 2           | 21       | 0     | 2        | 37       | 4     | 1        | 24    | 20       | 3.35     | 1.32    |
| 2013      | 楽天       | 6     | 0     | 0     | 0     | 0        | 0     | 2     | 0        | 0           | .000  | 58    | 10.1     | 17       | 4           | 10       | 0     | 1        | 4        | 0     | 0        | 13    | 10       | 8.71     | 2.71    |
| 通算：9年 | 通算：9年  | 400   | 3     | 0     | 0     | 0        | 22    | 28    | 87       | 54          | .440  | 2091  | 490.1    | 462      | 46          | 168      | 14    | 20       | 446      | 23    | 1        | 230   | 203      | 3.73     | 1.33    |

- 各年度の太字はリーグ最高

### タイトル
- 最多セーブ投手：1回（2008年）

### 記録
初記録
- 初登板：2003年4月8日、対日本ハムファイターズ1回戦（札幌ドーム）、6回裏に3番手で救援登板、3回2失点
- 初奪三振：同上、6回裏にエンジェル・エチェバリアから
- 初勝利：2003年4月14日、対日本ハムファイターズ3回戦（Yahoo!BBスタジアム）、6回表一死に救援登板・完了、3回2/3を無失点
- 初セーブ：2003年4月22日、対西武ライオンズ5回戦（札幌ドーム）、8回裏に4番手で救援登板・完了、2回無失点
- 初先発・初先発勝利：2003年5月17日、対日本ハムファイターズ5回戦（東京ドーム）、5回3安打無失点
- 初ホールド：2005年5月13日、対広島東洋カープ1回戦（スカイマークスタジアム）、8回表に3番手で救援登板、2回無失点

その他の記録
- 4年連続60試合登板（2005年 - 2008年）
- オールスターゲーム出場：2回（2007年、2008年）

### 背番号
- 14（2003年 - 2004年）
- 15（2005年 - 2011年）
- 54（2012年 - 2013年）
- 21（2024年 - ）